# ハリケーン・マシュー
ハリケーン・マシュー（Hurricane Matthew）は、2016年10月にカリブ海地域とアメリカ合衆国南東部を襲った大型ハリケーンである。
国際名Matthewは、この年限りで引退となった。代わりにMartinという国際名に変更となった。